# 竜騎兵

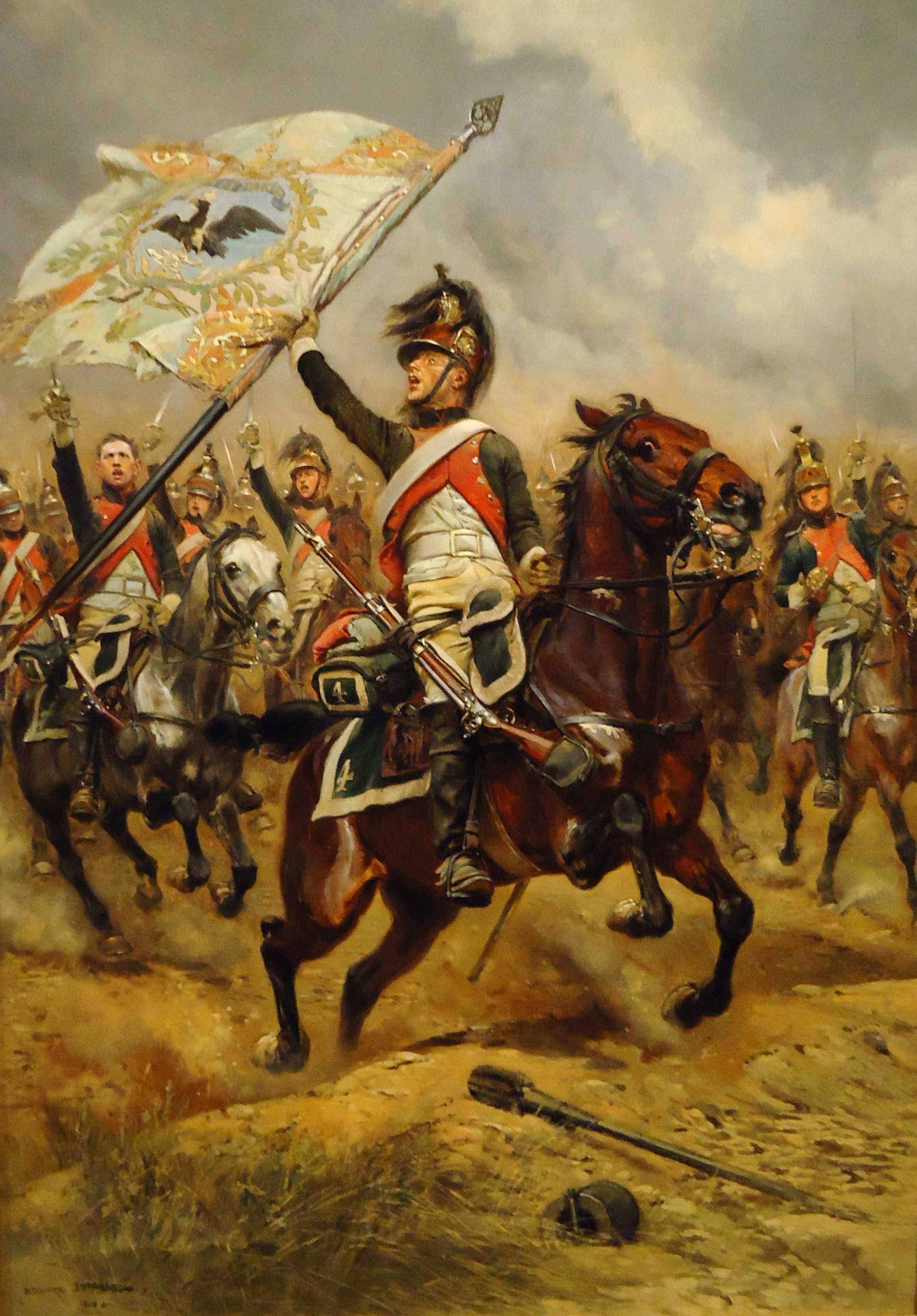
エドゥアール・デタイユに描かれたフランスの竜騎兵（イエナ・アウエルシュタットの戦い）

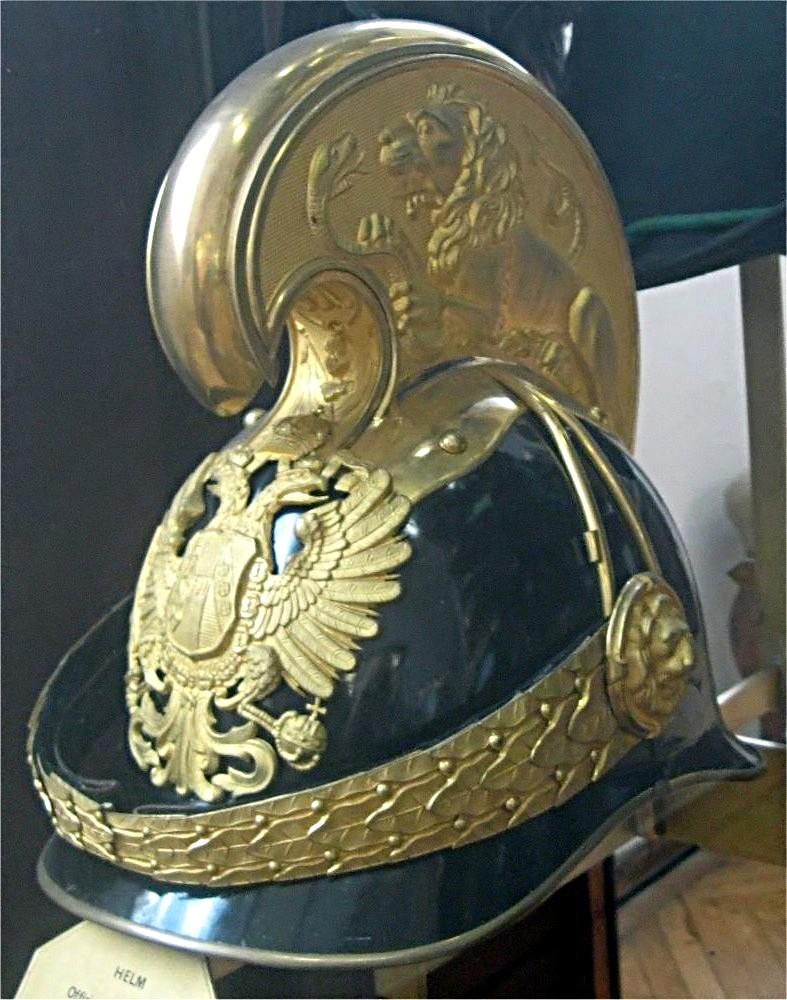
オーストリア帝国の竜騎兵のヘルメット

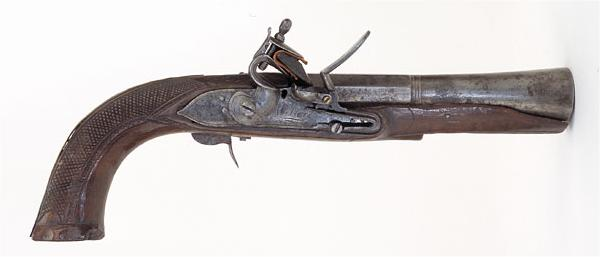
短銃型のブランダーバス

竜騎兵（りゅうきへい）は、近世ヨーロッパにおける兵科の一つ。一般には火器で武装した騎兵を指すが、その詳しい定義は国や時代により様々である。竜騎兵の起源は16世紀後半に遡り、三十年戦争開始の頃までは乗馬して移動し下馬して戦闘を行う歩兵であった。17世紀以降、乗馬戦闘も行うようになり通常の騎兵との差は少なくなっていった。
仏語のドラグーン(dragon)は、ブランダーバスの発射炎が火を噴くドラゴンのように見え、騎兵向けの短銃型に竜の彫刻が施されており「ドラゴン(dragon)」との通称があったため、後にはこれを用いる騎兵がドラグーンと呼ばれるようになった。また騎兵向けに製造された小型のマスケット銃を「ドラグーン・マスケット」と呼ぶ例もある。
ブランダーバスに代わってのマスケット銃やカービンなどを装備する例もある。またピストルを装備する国もあった。銃の他にはサーベルも携帯し、飾りのついたヘルメットを被り胸甲は付けなかった。
20世紀中期以降には騎兵自体が廃れてしまったため、現在は本来の意味での竜騎兵は存在しない。しかし各国の最前線部隊である戦車部隊や空挺部隊等で、その勇ましい伝統を継承する目的から「竜騎兵」を名乗る例が見られる。

## 各国の竜騎兵
各国の事情により竜騎兵の運用は異なっている。胸甲騎兵の少なかったプロイセンやオーストリアでは、竜騎兵は主に重騎兵として使われた。逆に強力な胸甲騎兵やカービン騎兵を持つロシアやフランスでは軽騎兵として扱われていた。

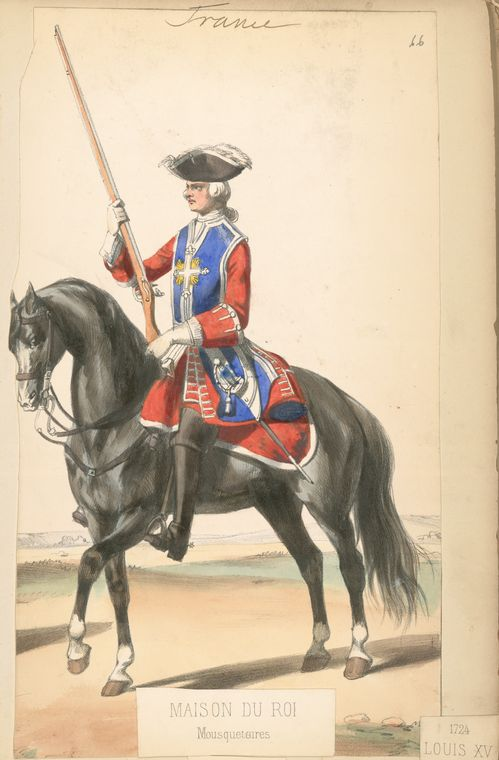
マスケットを持って騎乗した銃士（1724年）

フランスには竜騎兵とは別にマスケットを支給された近衛兵である銃士（Mousquetaire）が存在し、平時には近衛兵としてパリで働くが、戦場では竜騎兵と同じく軽騎兵として戦った。なお銃士は竜騎兵と同じく胸甲は付けなかったが、戦場でも二角帽を被り、サーベルではなくレイピアを携えていた。
スペインの竜騎兵は平時において治安維持のため各都市で勤務していた。ジョルジュ・ビゼーのオペラ『カルメン』はセビリアで働く竜騎兵ドン・ホセが、喧嘩騒ぎを起こしたカルメンを牢まで護送する場面から始まる。

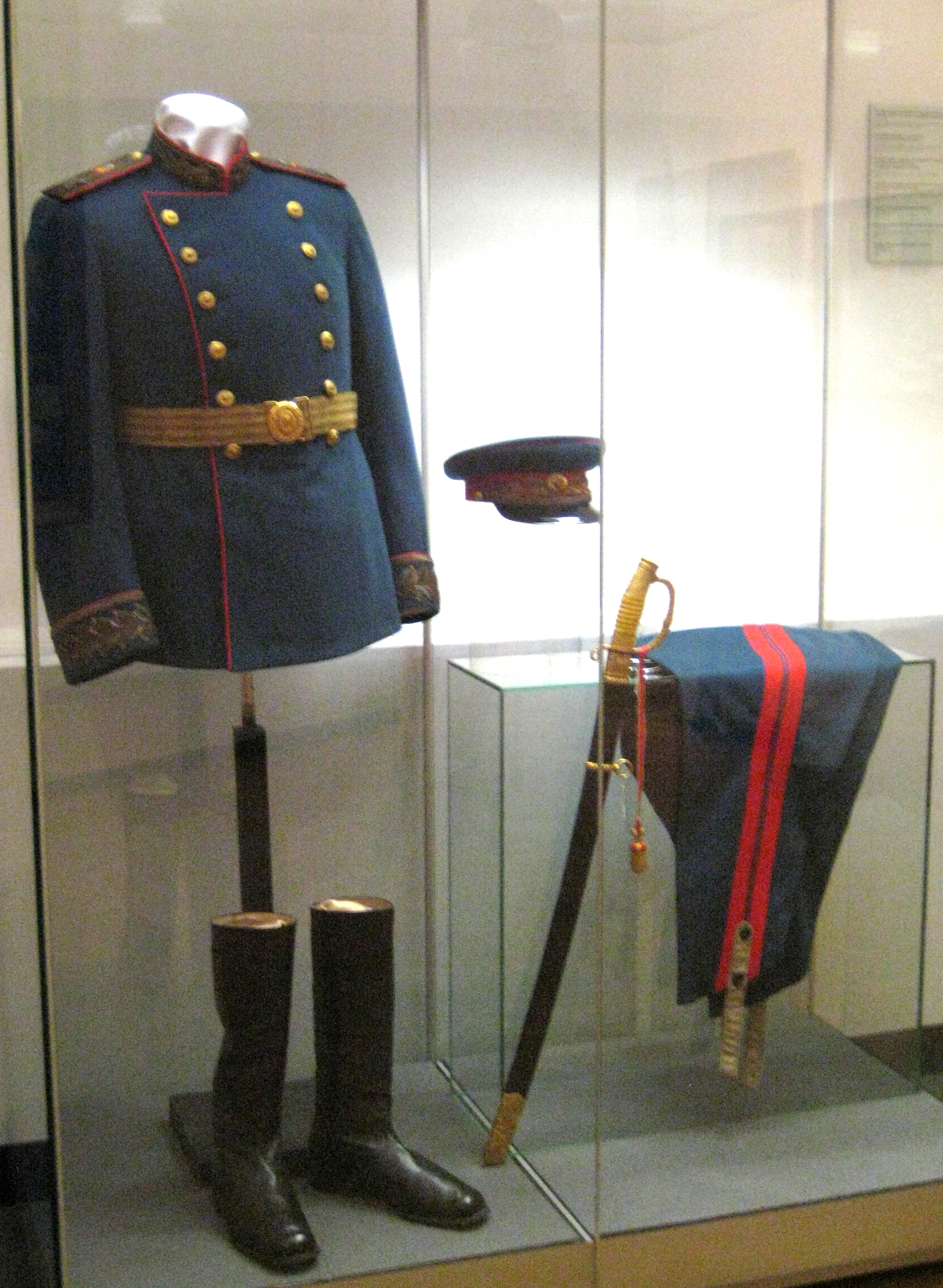
将校用の1881年式竜騎兵サーベル（ヨシフ・スターリンの軍装）

多くの国では騎兵と同じサーベルを利用したが、ロシア帝国の竜騎兵は南下政策の影響でコサックらが使用していた彎刀『シャシュカ』に鍔を付けた「1881年式竜騎兵サーベル」を導入した。このサーベルは将校用としてソビエト軍にも受け継がれ、現在のロシア軍も儀礼刀として利用している。
イギリスでは1661年に旧王党派の兵士で構成された第1ロイヤル竜騎兵連隊（Le 1er régiment de dragons）が設立され、1969年には王室騎兵隊と統合されブルーズ・アンド・ロイヤルズとなった。軽騎兵として扱う軽竜騎兵、重騎兵として扱う重竜騎兵が併存しており、軽竜騎兵隊には1793年から王立騎馬砲兵が随伴することになった。アメリカ独立戦争にも竜騎兵が派遣され当初は活躍したが、指揮官のバナスター・タールトンは発砲事件においてアメリカ側の宣伝攻撃にさらされた。
アメリカでは大陸軍が軽装の竜騎兵隊を組織しており、ウィリアム・ワシントンなどが指揮官として知られている。アメリカ独立戦争時代には運用方法が類似しているイギリス軍の竜騎兵隊と交戦しているが、開戦当初は軍の財政問題に起因する装備や練度の不足から能力的に劣っており、ワックスホーの虐殺として知られる戦闘では多数の被害を出している。
日本で竜騎兵に近い存在として、戦国武将の加藤清正や立花宗茂の部隊にて騎馬鉄砲隊が編制した記録があり、伊達政宗が大坂の陣で使用したとされる騎馬鉄砲隊が挙げられる。日本陸軍においては、19世紀後半の建軍時にはすでに竜騎兵と他の騎兵の差が少なくなっており、竜騎兵部隊は存在しなかった。

## 創作

### 創作における用法
現代の日本のファンタジー系の小説やゲームでは、ドラゴンに乗って戦う騎士のことをドラグーンと呼んでいることがあるが、本来は「ドラグーン」及びその訳語の「竜騎兵」という名詞は前述のように「火器を装備する騎乗兵」を指すものであり、「竜に騎乗する者」という意味は含んでいない。そのためこの呼称は誤用であり、その作品と作者でのみ通用する用い方である（ただしそれらの作品を英語圏へ輸出する際にそのままdragoonという呼称が使われる事があるので、日本ではそう呼んでいるという事情が全く知られていないというわけでもない。en:Final Fantasy character classes#Dragoonを参照）。ちなみに英語圏において竜に騎乗する者の事は単にドラゴン・ライダー(dragon rider)やドラゴン・ナイト(dragon knight)などと呼ぶのが一般的であり、ドラグーンと呼称する事は珍しい。

## 関連作品
18世紀中頃のヨーロッパでは竜騎兵が強い男の代名詞であったため、竜騎兵が主人公の文芸作品が多数発表されている。
- カルメン - ジョルジュ・ビゼーのオペラ。スペインの竜騎兵伍長ドン・ホセが主人公。ドン・ホセがカルメンに会い行く場面では、アリア『アルカラの竜騎兵（Les Dragons d'Alcala）』が歌われる。
- 阿呆物語 - グリンメルスハウゼンの小説。主人公は竜騎兵である。